# Ipolyróna
Ipolyróna (1899-ig Rónya, szlovákul: Rovňany) község Szlovákiában, a Besztercebányai kerületben, a Poltári járásban.

## Fekvése
Losonctól 18 km-re északkeletre, az Ipoly jobb partján fekszik.

## Története
1264-ben említi először írott forrás, a falu azonban sokkal előbb keletkezett. Az 1332 és 1337 között felvett pápai tizedjegyzék szerint plébániája már ekkor megvolt. 1341-ben oklevelekben "Rouna", illetve "Nagh Rouna" alakban szerepel. A 14. századtól a divényi váruradalom része. A 15. század közepén cseh husziták érkeztek a településre, akik később beolvadtak a helyi szlovákságba. A falu első ismert birtokosa az 1548-ban említett Bebek Ferenc volt. 1554 és 1593 között a török hódoltsághoz tartozott. 1598-ban a Balassa család szerzi meg a birtokot: előbb Balassa Zsigmond, majd 1660-ban Balassa Imre a birtokosa. 1624-ben részben Divény, részben Kékkő várának tartozéka. 1658-ban 6 jobbágytelek volt a községben, ezen kívül állt egy malom is. Lakói főként állattartással foglalkoztak. 1770-ben a Szentiványiak és a Zichy grófok a birtokosai. A község első pecsétje 1783-ból származik. 1787-ben 30 házában 46 család élt, a lakosság száma 238 volt. 1828-ban 26 házában 201 lakos élt. 1831-ben kolerajárvány pusztított. 1888-ban 46 házban 304 lakos élt. 1887-től patika működött a községben.
Fényes Elek szerint: "Rónya (Rovnyani), tót f., Nógrád vmegyében, az Ipolynak meglehetős széles völgyében: 49 kath., 152 evang. lak, – Határában egy vas részecskékkel bővelkedő forrása van, mellyet különösen a rimaszombatiak fördésre nagyon használnak. Van itt az uraságnak egy hegyoldalban ültetett kis szőlőskertje is, ámbár itt szőlőt a hideg éghajlat miatt nem láthatni. F. u. Szentiványi Ferencz örökösei. Ut. p. Zelene."
Nógrád vármegye monográfiája szerint: "Ipolyróna. (Azelőtt Rónya.) Az Ipoly folyó mentén fekvő kisközség. Házainak száma 54, lakosaié 304, a kik tótajkúak és ág. ev. vallásúak. Postája helyben van, távírója és vasúti állomása Ipolyszele. Szintén szerepel az 1332-37. évi pápai tizedjegyzékekben, s így akkor plebániája volt. 1548-ban Bebek Ferenez, 1598-ban Balassa Zsigmond, 1660-ban Balassa Imre, 1770-ben Szent-Ivány János, Mihály és gróf Zichy Ferencz, a XIX. század első felében pedig Szent Ivány Ferencz volt a földesura. 1720-ban lakosainak jó része még magyar volt és csak a XVIII. század folyamán tótosodtak el egészen. Van itt két régi kúria, melyek közül az egyiket a Szent-Ivány család 1713-ban építtette; ez jelenleg Vihrabács Andrásé. A másik a Tihanyi családé volt és később ez is a Szent-Iványiaké lett. 1831-ben és 1873-ban a kolera ezt a helységet sem kímélte meg. E községhez tartozik: Pusztagaráb."
A trianoni békeszerződésig Nógrád vármegye Losonci járásához tartozott.

## Népessége
| Év:            | 1994. | 2004.   | 2014.   | 2024.   |
| -------------- | ----- | ------- | ------- | ------- |
| Emberek száma: | 292   | 278     | 262     | 239     |
| Eltérés:       |       | -4,79 % | -5,75 % | -8,77 % |

| Év:            | 2023. | 2024.   |
| -------------- | ----- | ------- |
| Emberek száma: | 244   | 239     |
| Eltérés:       |       | -2,04 % |

1910-ben 305-en, többségben szlovákok lakták, jelentős magyar kisebbséggel.
2001-ben 264 lakosából 250 szlovák volt.
2011-ben 264 lakosából 245 szlovák.

## Nevezetességei
- Az evangélikus templom eredetileg a 12. században épült, katolikus templomként Szent László király tiszteletére volt szentelve. A 16. században lett az evangélikusoké, akik a huszita és török pusztításokban megrongálódott templomot megújították.
- A Kisboldogasszony tiszteletére szentelt római katolikus temploma 1785-ben épült.
- Az új Jézus Szíve templom alapkövét 1995. július 3-án II. János Pál pápa áldotta meg.
- Barokk kúriája 1713-ban épült, 1767-ben átalakították, a 19. század első felében pedig klasszicista stílusban építették át.

Kúria z roku 1713 (barokk) prestavaná v roku 1767, klasicistický upravená v 1. plovici 19. storočia